# 임동민

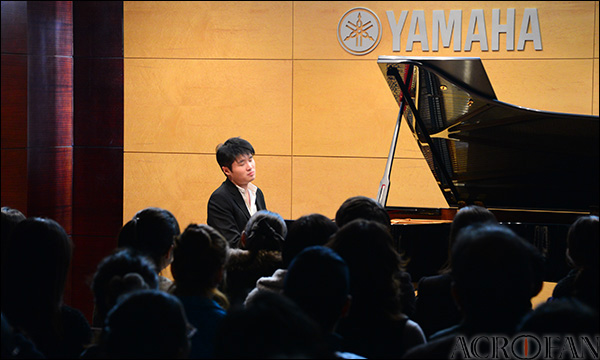
임동민

임동민(1980년 4월 14일 ~ )은 대한민국의 피아니스트이다.
2005년 쇼팽 콩쿠르에서 동생 임동혁과 함께 2위 없는 3위에 입상했다.

## 이력
- 선화예술중학교 전액 장학생 입학
- 한국예술종합학교 예비학교에서 수학 도중 러시아 이주
- 1996 제2회 국제 영 쇼팽 콩쿠르 1위, 1998 제11회 국제 차이콥스키 국제 콩쿠르 심사위원상
- 2000 제51회 이탈리아 비오티 국제 콩쿠르 3위, 2001 제 53회 이탈리아 부조니 콩쿠르 3위
- 2002 제12회 차이콥스키 콩쿠르 5위, 2004 제54회 프라하 봄 국제 콩쿠르 2위
- 2005 제15회 한국인 최초 쇼팽 국제 콩쿠르 공동 3위
- 2008 소니비엠지(Sony BMG)와 베토벤 소나타 녹음
- 2011 2집 <Chopin Album> 발매
- 모스크바 차이콥스키 심포니 오케스트라(지휘: 블라디미르 페도세예프), 상트페테르부르크 심포니(지휘: 알렉산드 드미드리예프), 바르샤바 내셔널 필하모닉(지휘: 안토니 비트), 슬로박 필하모닉(지휘: 레오쉬 스바로프스키) 등과 협연
- 2019년 9월 3집 <Schumann & Chopin> 발매